# Zoomusicologia
La zoomusicologia és l'estudi dels aspectes musicals dels sons i la comunicació produïda i percebuda pels animals. És considerat un camp de la musicologia i la zoologia, és un tipus de zoosemiòtica i un camp separat de l'etnomusicologia (el camp que estudia la música humana). La zoomusicologia com a camp és esmentada per primera vegada al llibre de François-Bernard Mâche de l'any 1983 Música, mite i natura, o els dofins d'Arió, i ha estat desenvolupada més recentment per estudiosos com Dario Martinelli, David Rothenberg, Hollis Taylor, David Teie i Emily Doolittle.
El músic i zoomusicòleg Hollis Taylor ha dut a terme un estudi extens sobre l’ocell Pied Butcherbird (Cracticus nigrogularis) durant els darrers 15 anys, incloent-hi investigació interdisciplinària amb filòsofs i científics. El clarinetista i filòsof David Rothenberg toca música amb animals i ha escrit llibres sobre la relació entre el cant dels ocells, insectes i balenes, i la música humana. La compositora Emily Doolittle ha escrit nombroses peces basades en cants d’animals i ha publicat investigació interdisciplinària entre música i ciència sobre la griveta ermitana i el cargolet músic. Grups de heavy metal com Hatebeak, Caninus, Naegleria Fowleri i Boar Glue han publicat música encapçalada, respectivament, per un lloro gris, un pitbull, un lloro amazònic i un conill porquí. Susan Belanger també ha contribuït al camp de la zoomusicologia amb el seu treball sobre el “cant suau” en la papallona Ostrinia furnacalis i la seva relació amb l’inici del comportament d’aparellament. La investigadora Patricia Gray ha examinat la música que es pot observar en balenes i ocells cantaires. Aquesta llista no és, ni de bon tros, exhaustiva, sinó que simplement esmenta alguns membres destacats de la comunitat de recerca en zoomusicologia.

## Interacció entre humans i animals
Al llarg dels anys diversos músics s'han dedicat a actuar amb o per a animals per mirar de provocar respostes. Alguns exemples són: la cançó "Seamus" de l'àlbum Meddle de Pink Floyd de 1971, amb el Border Collie Seamus de Steve Marriott udolant al ritme d'una cançó de blues acústica. L'actuació es va repetir a "Mademoiselle Nobs" per a la pel·lícula Pink Floyd: Live at Pompeii (1972) amb un gos diferent, Nobs. Paul Horn va tocar la flauta a Haida, una orca que viu a Sealand of the Pacific a Victoria, Columbia Britànica, al seu àlbum Inside II (1972), tot i que la resposta va ser simplement d'espionatge. Paul Winter va tocar el saxòfon tant per a llops (que udolaven) com per a balenes grises (que no ho feien) al seu àlbum Common Ground (1978). El compositor Jim Nollman toca la guitarra i la flauta de fusta amb espècies com balenes, llops i galls dindis. David Rothenberg, clarinetista, ha tocat amb balenes geperudes, cigales i ocells (2005-2013) sense cap resposta aparent.
El compositor David Sulzer, sota el nom de David Soldier and the Thai Elephant Orchestra, va construir instruments de percussió gegants perquè els elefants de l'Institut Nacional d'Elefants de Lampang toquessin música sota una mínima direcció humana.
Els compositors s'han inspirat o han imitat en diverses composicions els sons dels animals en composicions com ara Les quatre estacions (Vivaldi) (1720) d'Antonio Vivaldi, La gallina (1728) de Jean-Philippe Rameau, El carnaval dels animals (1886) de Camille Saint-Saëns, El cigne de Tuonela (1895) de Jean Sibelius, En sentir el primer cucut a la primavera (1912) de Frederick Delius, L'alosa ascendent (Vaughan Williams) (1914) de Ralph Vaughan Williams, Els pins de Roma (1924) i Els ocells (1928) d'Ottorino Respighi, La suite del Gran Canyó (1931) de Ferde Grofé, El catàleg dels ocells (1956-58) d'Olivier Messiaen, Vox Balaenae (Veu de la balena) de George Crumb (1971) i El Relicario de los Animales (1977) de Pauline Oliveros.
Alguns compositors moderns han inclòs enregistraments d'animals a les seves partitures, com ara And God Created Great Whales (1970) d'Alan Hovhaness, Cantus Arcticus (1972) d'Einojuhani Rautavaara, Invention over the song of the Vireo atriccapillus (1999) de Gabriel Pareyon i Kha Pijpichtli Kuikatl (2003).
L'any 1960 l'enginyer americà Jim Fassett va crear un àlbum de cants d'ocells amb tempos lents i rearranjats sota el títol Symphony of the Birds. Les cançons creades a partir dels sons de gossos (The Singing Dogs) o gats (Jingle Cats) van tenir una certa popularitat als anys cinquanta i seixanta. L'expert en gravacions de camp Bernie Krause va publicar el 1988 un senzill ("Jungle Shoes"/"Fish Wrap") i un àlbum (Gorillas in the Mix) de cançons compostes per sons d'animals i de la natura. El zoomusicòleg indi AJ Mithra va compondre música utilitzant sons d'ocells, animals i granotes des del 2008 fins a la seva mort el 2014. Aquell mateix any, l'artista de beatboxing de Nova York Ben Mirin va començar a incorporar sons d'animals als seus ritmes.

## Música produïda per animals

### Ocells

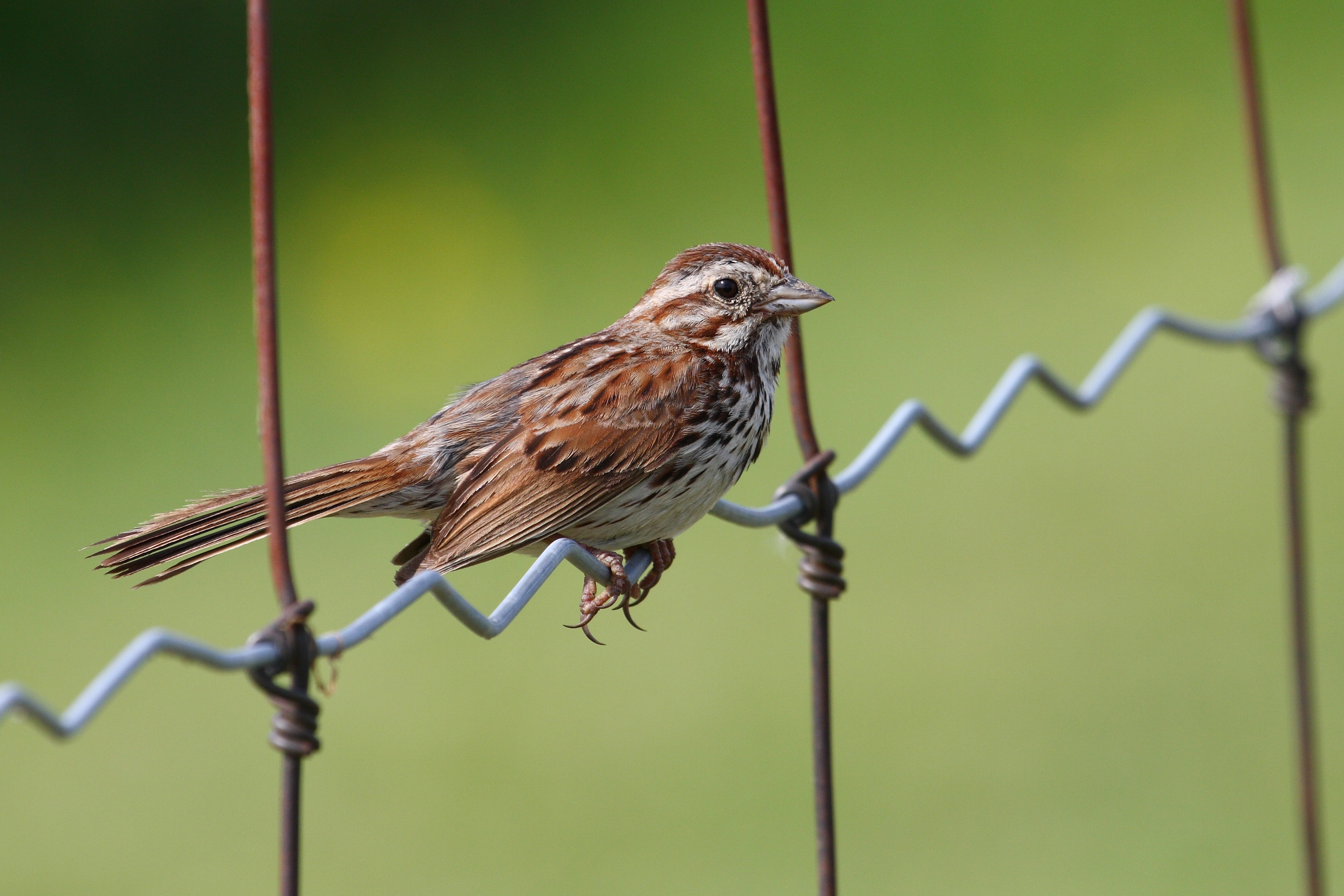
Pardal cantador

La forma de música més coneguda que es troba en animals no humans és el cant dels ocells. El cant dels ocells és diferent dels reclams normals. Per exemple, una trucada normalment simplement funcionarà per comunicar un missatge directe. El cant d'un ocell es podria utilitzar per alertar que un depredador es troba a prop. Mentrestant, una cançó conté més repetició i normalment tindrà una estructura diferent, amb un principi, un desenvolupament i un final específics. En moltes espècies d'ocells cantadors, sembla que els cants s'empren tant per atreure possibles parelles com per marcar i defensar el territori. S'ha observat que els ocells cantadors joves adquireixen la seva capacitat de produir cançons imitatant el cant dels adults. Sembla que hi ha un període crític per a l'aprenentatge de cançons. En un experiment es van comparar ocells criats en aïllament (això implicava l'aïllament d'altres ocells, així com de les vocalitzacions d'altres ocells) amb els criats en una colònia sense aquestes formes d'aïllament. Utilitzant una ressonància magnètica funcional i el  factor dependent del nivell d'oxigen en sang com a mesura de l'activitat cerebral, es va trobar que els ocells criats en condicions d'aïllament no semblaven mostrar una preferència entre els seus propis cants i un cant repetitiu. Mentrestant, els ocells criats en colònies mostraven una reacció més forta a la reproducció del seu propi cant.

### Mimetisme
Diverses espècies d'ocells poden imitar els cants d'altres ocells, o fins i tot sons mecànics. Aquests inclouen, amb diversos graus d'èxit, estúrnids, rossinyols, galls, corbs, lloros, ocells mines, gaigs nord-americans, ocells lira, tords de Lawrence, boscarla, boscarla menjamosquits i altres. Mozart tenia un estornell que podia imitar part de la seva música.

## Funcions i efectes de la música en els animals

### Mamífers

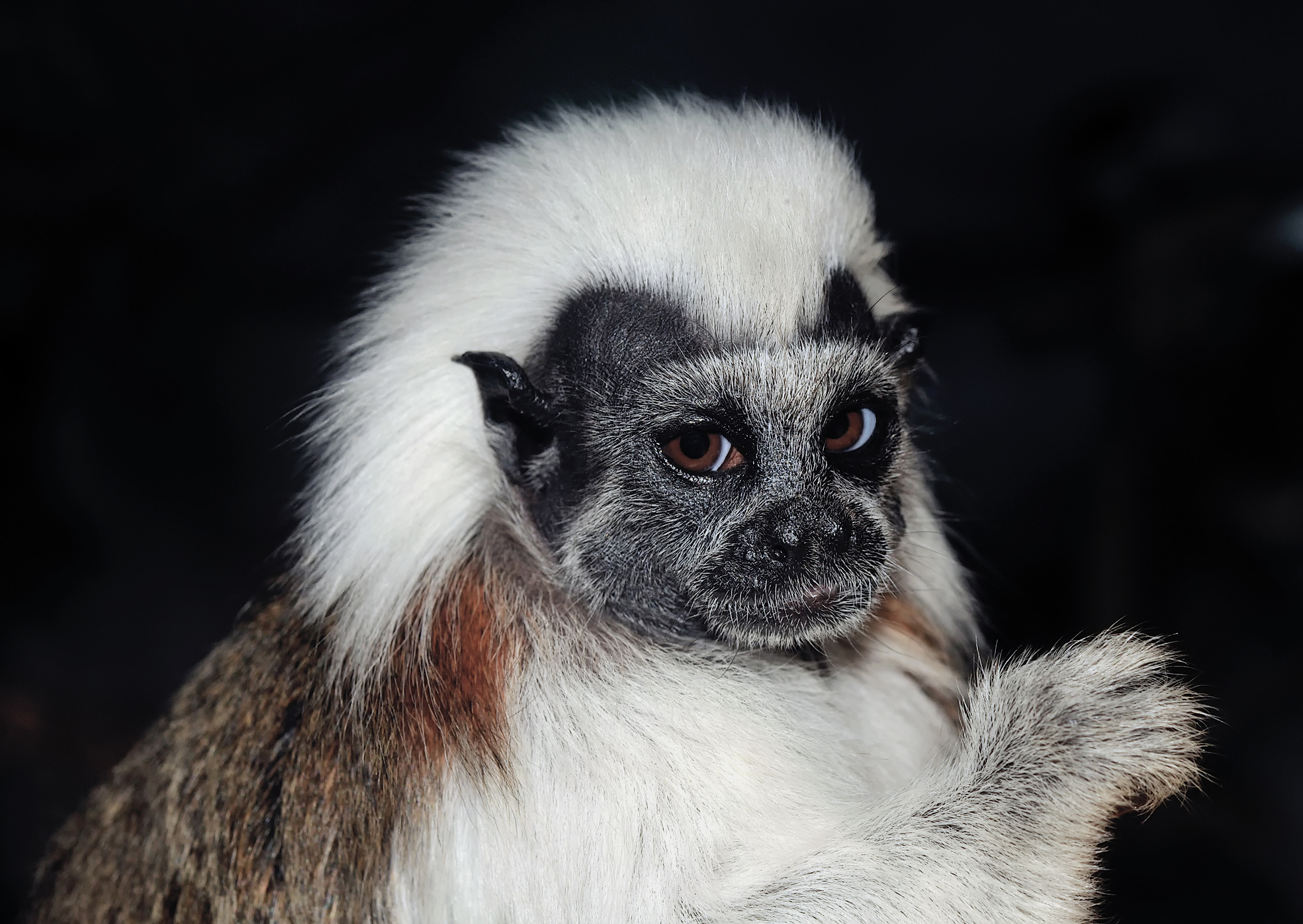
Saguinus edipus (Linnaeus, 1758)

Snowden i Teie van dur a terme un experiment amb titís de cap de cotó (Saguinus oedipus) per determinar si la música podia provocar canvis de comportament i si la música feta per altres espècies variaria respostes de comportament similars a les de la música de la pròpia espècie. Aquest experiment va involucrar dues categories musicals separades: una basada en l'afiliació i l'altra basada en la por/amenaça. Dins de les dues categories, l'experimentador va variar si la música havia estat produïda per humans o tamarins. Durant l'experiment, es va establir una mesura de comportament de referència, seguida de la condició experimental, que era una peça musical que es va reproduir durant 30 segons. A continuació, es va analitzar el comportament durant un total de cinc minuts. Aquesta anàlisi la va fer un observador que desconeixia la veritable hipòtesi de l'experiment i que simplement va observar els diferents comportaments que havia presenciat. Els experimentadors van descobrir que els tamarins alteraven el seu comportament específicament quan escoltaven música de tamarins. Per exemple, quan es reproduïa música de la condició d'afiliació, la resposta conductual dels tamarins implicava una disminució del moviment general i un augment tant del comportament social com de recerca d'aliments. Això contrastava el comportament observat quan es reproduïa la música basada en la por/amenaça. Durant aquesta condició, els tamarins eren més propensos a moure's i mostrar un comportament basat en l'ansietat, així com un augment del comportament social similar al que s'observa en la condició d'afiliació. Tot i que els tamarins no van mostrar canvis de comportament amb la música humana tan clarament com ho van fer amb la música específica de la seva espècie, hi va haver algun canvi de comportament. Els tamarins van mostrar una disminució del moviment en escoltar música basada en la por/amenaça humana i una disminució del comportament ansiós en escoltar música d'afiliació humana.

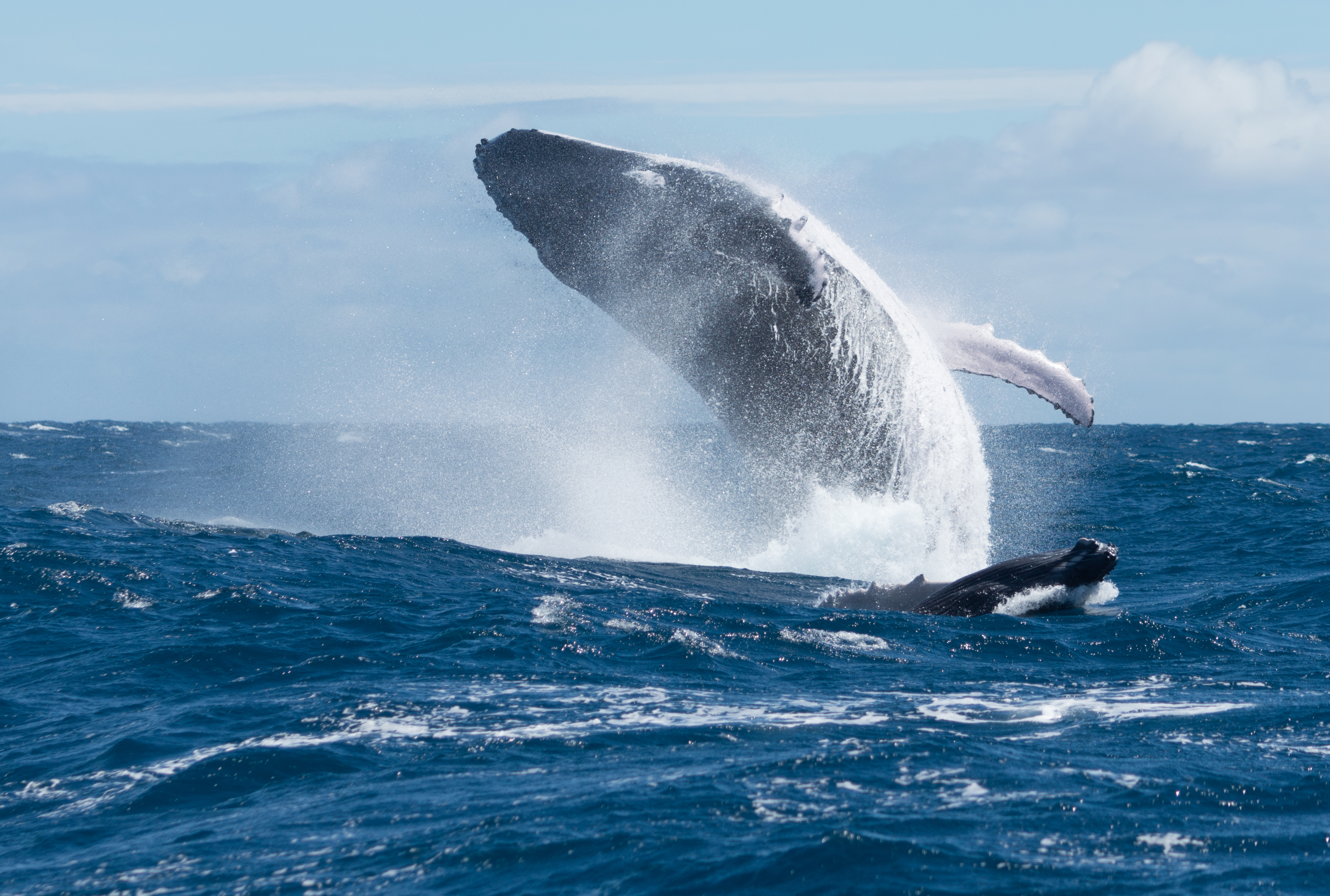
Una balena geperuda i la seva cria

Les lubartes (Megaptera novaeangliae) són capaces de produir cançons complexes. Aquestes cançons es troben entre les més llargues mesurades en animals. Només els mascles de les balenes geperudes realitzen aquestes vocalitzacions; inicialment es va plantejar la hipòtesi que aquests cants podrien formar part del procés de selecció sexual. Aquest punt, però, no és clar. S'ha descobert que els mascles només començaven la seva cançó després d'unir-se a un grup on hi havia parelles de mare i cria. Tot i que la raó darrere d'aquest comportament és incerta, alguns han plantejat la hipòtesi que els cants produïts pels mascles de les balenes geperudes poden formar part de l'escorta o l'acompanyament de les femelles. Cantar pot ser un comportament costós, perquè pot fer que es cridi més l'atenció. En la situació de les balenes geperudes, el seu cant pot atraure altres mascles competidors. Tot i això, el comportament de cant continua i, per tant, se suposa que els cants són crítics per al comportament de festeig de les balenes geperudes.

### Insectes

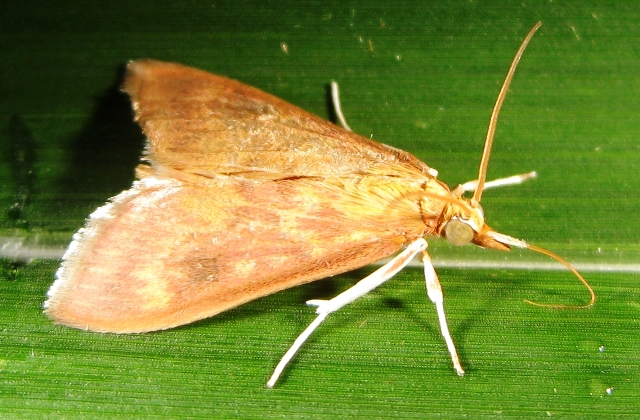
Una arna del barrinador del blat de moro asiàtica (Ostrinia furnacalis)

Una possible barrera en l'estudi de la zoomusicologia és que hi ha algunes formes de música produïdes per diversos animals que els humans són incapaços d'escoltar. Aquesta música té una amplitud molt baixa i es coneix com a cançó tranquil·la, comunicació per xiuxiueig o cançó suau. Aquesta música de baixa amplitud s'ha demostrat en ocells, així com en insectes, i està relacionada amb el comportament. S'ha demostrat que les espècies d'arnes han desenvolupat la capacitat de comunicar-se mitjançant sons ultrasònics, i aquesta capacitat s'ha transferit a la seva producció de cançons suaus. En l' arna del barrin del blat de moro asiàtica (Ostrinia furnacalis), els mascles produeixen una cançó suau per ultrasons per iniciar el comportament de festeig. El cant que produeix el mascle és tan suau que la femella ha d'estar a un radi de tres centímetres per poder sentir-lo. En sentir la cançó, la femella es queda quieta en un lloc i està completament quieta; això permet que el mascle iniciï el comportament d'aparellament. La raó per la qual la femella roman quieta és perquè la cançó sona molt semblant als sons que produiria un ratpenat. Per tant, la femella roman quieta per evitar una possible depredació. Hi ha un altre avantatge afegit d'aquesta cançó suau produïda pel mascle de l'arna del barrinador asiàtic, i és que la cançó és tan silenciosa que disminueix el risc de depredació dels mascles. Tot i que aquestes cançons suaus són molt menys conegudes pel públic en general, són un aspecte important de la zoomusicologia i una major comprensió del comportament animal.

## Enriquiment auditiu i efectes terapèutics de la música en animals

### Gats
David Teie ha creat dos àlbums de música per a gats. Els investigadors Snowdon i Savage van descobrir que els gats domèstics que mostraven poc interès per la música humana estan més interessats i responen més a la música de Teie que va ser composta amb característiques apropiades per a l'espècie rellevants per als gats. Els autors d'un estudi clínic de la música de Teie per a gats en exàmens físics veterinaris van concloure que la música específica per a gats pot beneficiar-los disminuint els nivells d'estrès i augmentant la qualitat de l'atenció en entorns clínics veterinaris. Van descobrir que es poden aconseguir comportaments tranquils en un entorn clínic veterinari amb la introducció de música específica per a gats.

### Vaques
En un estudi no publicat de la Universitat de Leicester, Liam MacKenzie i Adrian North van descobrir que tocar música per a les vaques lleteres tenia un efecte sobre la quantitat de llet que produïen. Durant un període de nou setmanes, les vaques lleteres van ser exposades a música ràpida (>120 BPM), lenta (<100 BPM) i sense música. Es tocava música per a les vaques 12 hores al dia, de 5 del matí a 5 de la tarda. L'estudi va descobrir que les vaques exposades a música lenta, com ara "Everybody Hurts" de REM o la Simfonia núm. 6 de Beethoven, produïen un 3% més de llet que les vaques exposades a música ràpida, com ara "Pumping on your Stereo" de Supergrass i "Size of a Cow" de Wonderstuff. Durant molt de temps s'ha pensat que la producció de llet bovina es veu afectada per l'exposició a la música. Alguns ramaders exposen les seves vaques a música per ajudar a la producció de llet.

### Gossos
S'ha observat una disminució dels nivells d'estrès en gossos de gossera exposats a música clàssica, però també s'ha observat una ràpida habituació. En un estudi de seguiment del 2017, gossos de gossera van ser exposats a cinc gèneres musicals diferents, incloent-hi soft rock, Motown, pop, reggae i música clàssica, per tal de determinar si una major varietat de música podia reduir l'habituació. L'estudi va trobar que la variabilitat de la freqüència cardíaca, que indica una disminució del nivell d'estrès, era significativament més alta quan es tocava reggae i soft rock als gossos, però els altres tres gèneres tenien un efecte similar però menys pronunciat. A més, els gossos eren molt més propensos a estirar-se en lloc de quedar-se drets mentre es tocava la música. L'estudi va suggerir que l'augment de la varietat musical disminuïa l'habituació que hi havia quan es tocava exclusivament música clàssica, tot i que els gossos responien millor quan es van exposar al reggae i al soft rock.